# Eugène Lamoisse

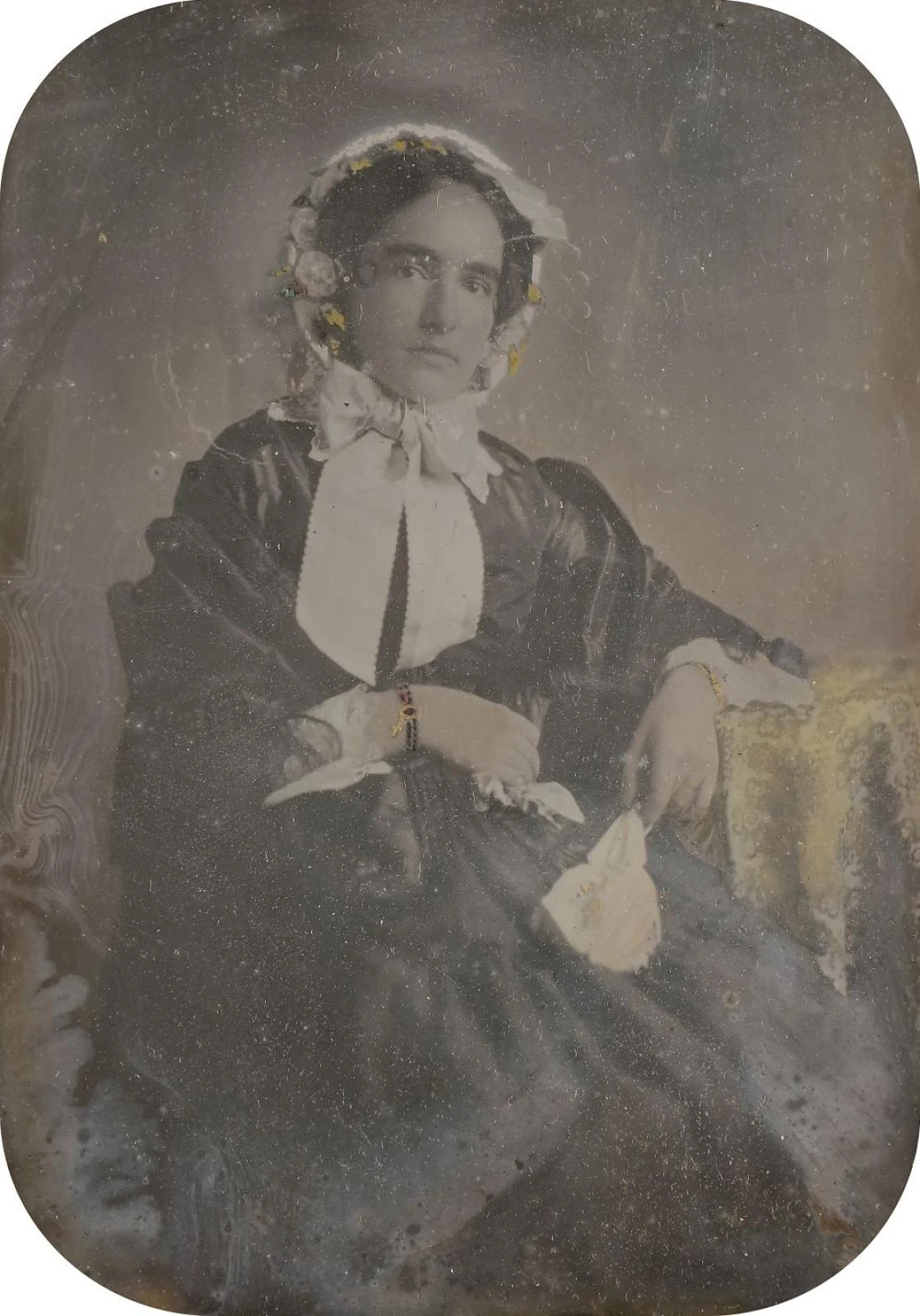
Eugène Lamoisse: Mladá žena s kapesníkem, asi 1850

Eugène Lamoisse nebo Charles Eugène Lamoisse (5. listopadu 1824 Le Havre – 21. prosince 1899 Pointe-à-Pitre na Guadeloupe) byl francouzský fotograf a krajinář aktivní v druhé polovině 19. století.

## Životopis
Eugène Lamoisse se narodil 5. listopadu 1824 v Le Havru . Ve věku 20 let  se usadil na Guadeloupe. Stal se známým svými kresbami uhlem, někdy vylepšenými kvašem, uchovávanými v Muzeu dekorativních umění v Bordeaux. Pět jeho děl, kreslených tužkou, je vystaveno ve stejném muzeu. Cestoval mezi pevninskou Francií, Guadeloupe, Martinikem a Portorikem . Provozoval tři fotografická studia: Pointe-à-Pitre, Fort-de-France a San Juan na Portoriku. Eugène Lamoisse vystavoval pohlednice Normandie na Salonu v roce 1846 a 1847: Pohled na řeku Caen a Pohled na Hoc Havre.
Zemřel 21. prosince 1899 v Pointe-à-Pitre na Guadeloupe .